# Дженас, Джермейн
Джерме́йн Э́нтони Дже́нас (англ. Jermaine Anthony Jenas; род. 18 февраля 1983, Ноттингем, Англия) — английский футболист, выступавший на позиции полузащитника.

## Клубная карьера
Джермейн Дженас родился в Ноттингеме в 1983 году. В юном возрасте Джермейн записался в футбольную секцию клуба «Ноттингем Форест». В детстве у Дженаса были свои кумиры — Робби Фаулер, Иан Райт и Стен Коллимор.

### «Ноттингем Форест»
Впервые Джермейн выступил за «Ноттингем Форест» в сезоне 2001/02, когда в клубе происходил финансовый кризис и тренер «красных» Пол Харт делал ставку на молодых игроков. В этом сезоне Дженас провёл 31 матч и забил 4 мяча, что стало хорошим показателем для дебютанта.
Вскоре о нём стали говорить как о лучшем молодом игроке во всей Англии, и множество клубов захотели приобрести его, в их число входили такие гранды английского футбола, как «Манчестер Юнайтед» и «Арсенал», но Джермейн в итоге перебрался в «Ньюкасл Юнайтед».

### «Ньюкасл Юнайтед»
Первый сезон в составе «Ньюкасла» Дженас провёл великолепно, сыграл практически все матчи в сезоне — 41 матч, забил 7 мячей и получил награду лучшего молодого игрока года английской Премьер-лиги. Но потом у Джермейна начался спад и травмы. После смены тренера он очень редко стал попадать в состав команды и решил сменить клуб.

### «Тоттенхэм Хотспур»
На Джермейна обратил внимание Мартин Йол — главный тренер «Тоттенхэма», и под занавес трансферного окна 2005 года Дженас перешёл в «Тоттенхэм». В «Тоттенхеме» Дженас в первом сезоне 2005/06 сыграл 30 матчей, забил 7 голов, в своём следующем сезоне Джермейн провёл 25 матчей, забил 8 голов, но в этом сезоне он получил серьёзную травму и выбыл на 2 месяца.

#### «Астон Вилла»
31 августа 2011 года Дженас отправился в годовую аренду в «Астон Виллу».

#### «Ноттингем Форест»
28 сентября 2012 Дженас подписал одномесячный контракт с Ноттингем Форест. 1 ноября 2012 года забил свой первый гол в ворота Барнсли, победа со счетом 4:1. Вскоре Ноттингем сообщили, что с Дженасом была продлена аренда до января 2013 года.

### «Куинз Парк Рейнджерс»
31 января 2013 года заключил 18-месячный контракт с «Куинз Парк Рейнджерс».

### Завершение карьеры
В январе 2016 года объявил о завершении карьеры в возрасте 32 лет, сообщает BBC. Причиной стала травма колена, от которой он не сумел полностью восстановиться для дальнейшей игры в футбол.
"Я официально завершил карьеру. Я старался изо всех сил вернуться в строй после травмы колена, но, к сожалению, моя карьера окончена", - сообщил Дженас, ныне работающий экспертом BBC.

## Карьера в сборной
В сборной Англии Дженас редко выходил в стартовом составе, потому что ему составляли серьёзную конкуренцию Стивен Джеррард и Фрэнк Лэмпард, играющие на той же позиции; чаще Джермейн выходил на замену. За сборную он сыграл 20 матчей, забил 1 гол.

## Личные достижения
- Молодой игрок года в Англии по версии ПФА: 2002/03